# Побратимен град
Побратимен град е град, който е обвързан с друг град с цел да се поощрят контактите и културните връзки между двата града.
Освен термина побратимен град, също така може да се срещнат и twin towns („градове-близнаци“) и sister cities („посестрими градове“), които означават същото. Използват се също приятелски градове, градове партньори и др., като всяко понятие е характерно за съответната държава, която го използва. В Германия например се изпозва Partnerstadt – „партньорски град“, във Франция – Ville Jumelée – „град-близнак“, Северна и Южна Америка, Азия и Австралия използват „посестрими градове“. Независимо кой термин се използва, основното е: насърчаване на културните и търговските връзки между два града.